# 음성 후미리 석탑
음성 후미리 석탑은 충청북도 음성군 소이면에 있다. 2001년 12월 7일 음성군의 향토문화유적 제8호로 지정되었다.

## 개요
이 탑은 화강암으로 조성된 탑으로 본래 5층탑이었으나, 현재는 기단부(基壇部)와 1층 탑신부(塔身部)만 남아 있다.  이 탑의 지대석(地臺石)은 땅에 묻혀 있으며, 기단석(基壇石)은 4개의 판석(板石)으로 이루어져 있고, 기단 갑석(甲石)은 1개의 돌로 되어 있으며 윗면에 1단의 탑신 받침이 있다. 1층 탑신은 비교적 높고 큰 편으로 양 우주(隅柱)가 조각되어 있으며, 1층 옥개석은 일반형으로 낙수면이 적당한 경사를 이루어 안정감을 준다. 이 탑의 높이는 210㎝이며, 고려 중기에 조성된 것으로 추정된다.